# I kunstnerens værksted
|  | Denne artikel er oprettet af botten Steenthbot ud fra en ekstern database. Den kan derfor have sproglige fejl eller mangler. Denne skabelon kan fjernes efter kontrol af indholdet. |

I kunstnerens værksted er en dansk dokumentarfilm fra 1947 instrueret af Poul Raae.

## Handling
Om tilblivelsen af en statue. Arbejdsprocessen fra ler over gibsafstøbning til broncearbejdet følges.